# Donburi
Le donburi (丼, littéralement « bol » ou « grand bol », fréquemment abrégé en don) est un  plat traditionnel de base de la cuisine japonaise, variante du chirashi, composé d'un grand bol de riz sur lequel sont disposés toutes sortes d’ingrédients (viandes, poissons, légumes, sauces…).

## Histoire
Ce plat remonterait à l'époque de Muromachi (entre 1336 et 1573) avec un bol de riz couvert de légumes et du bouillon versé dessus. Le donburi actuel remonterait aux années 1890, avec en particulier le gyūdon recouvert d’une généreuse portion de bœuf (gyû), suivi plus tard des nombreuses variantes actuelles.

Quelques exemples
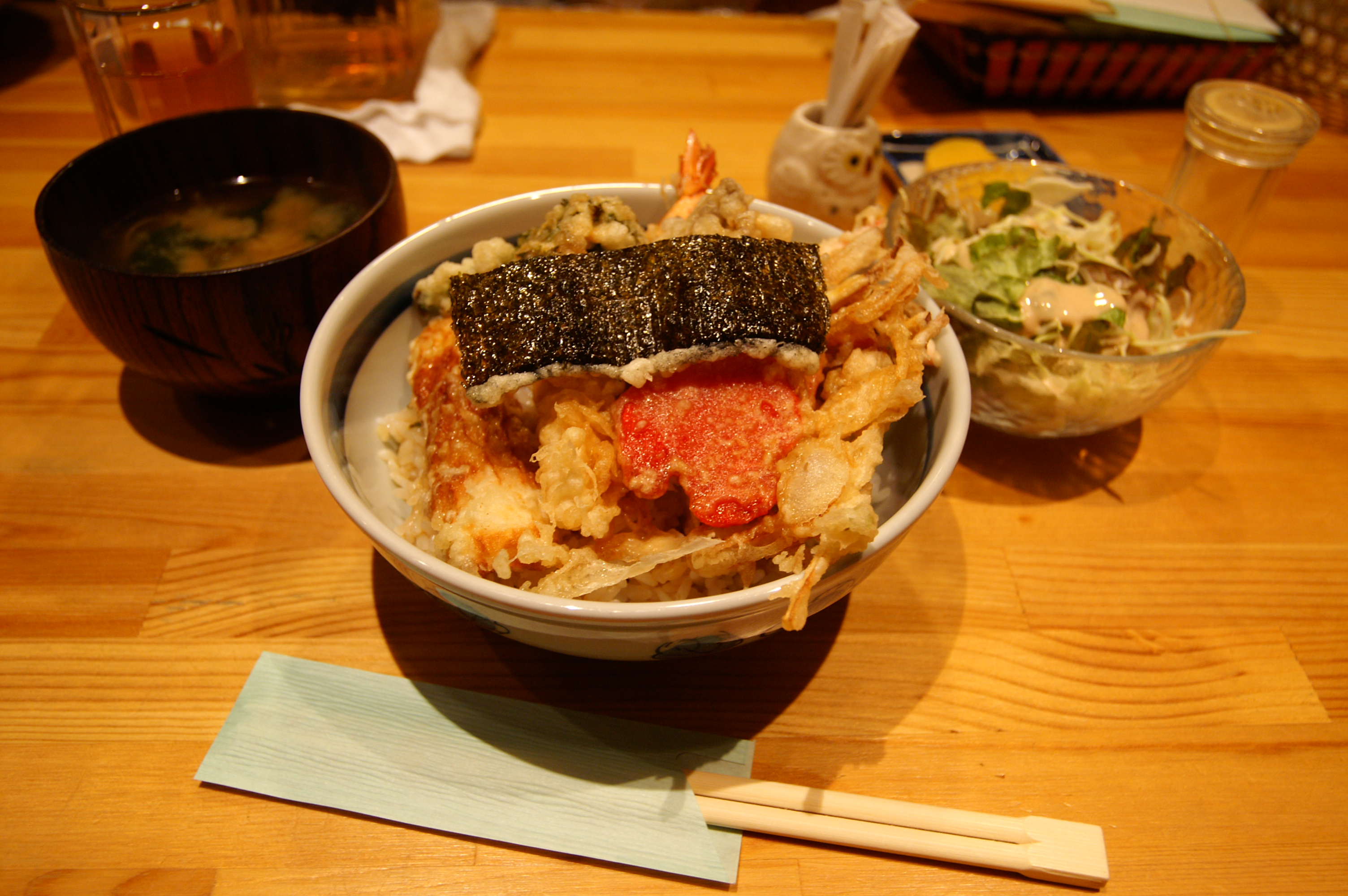
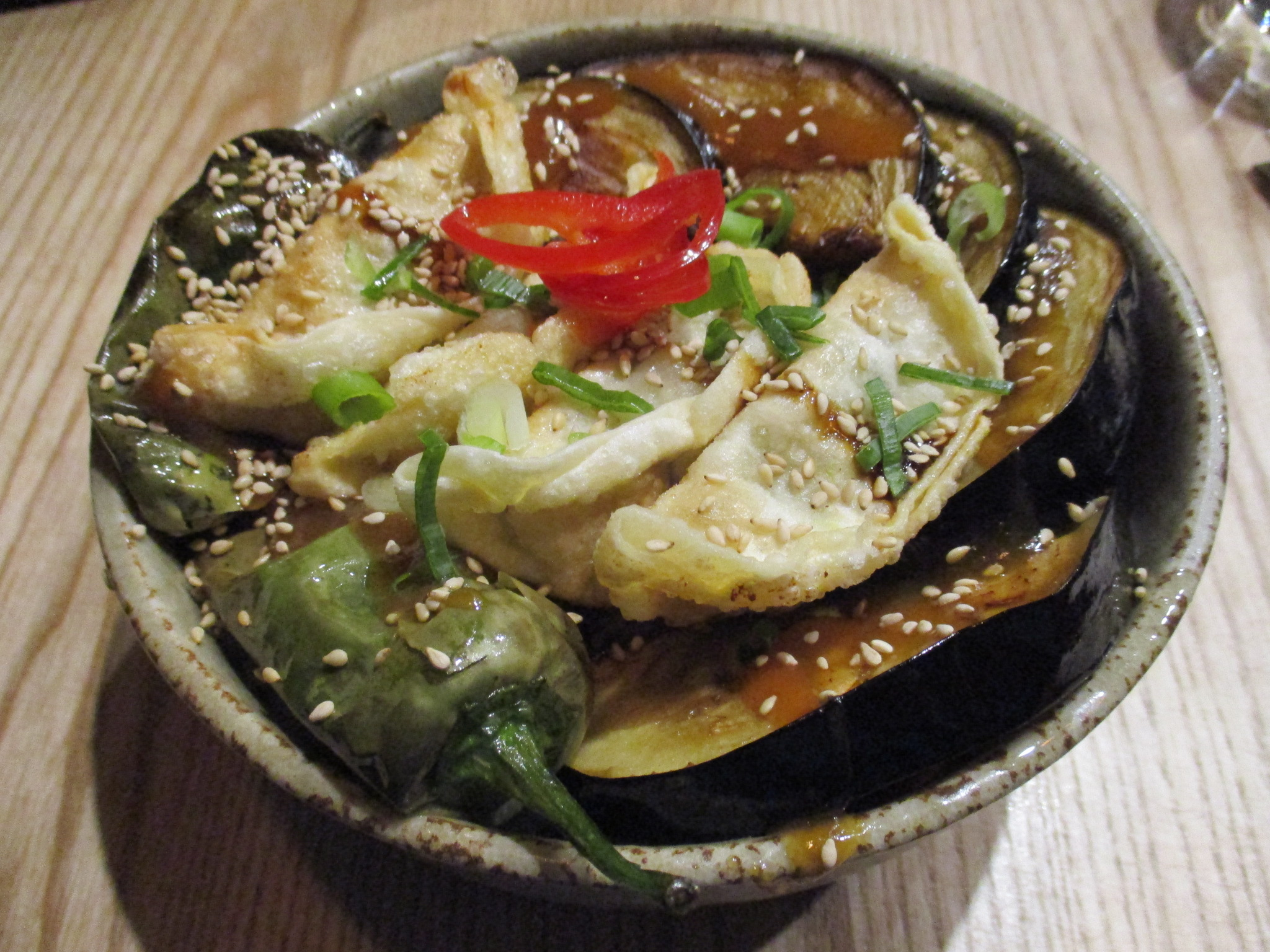
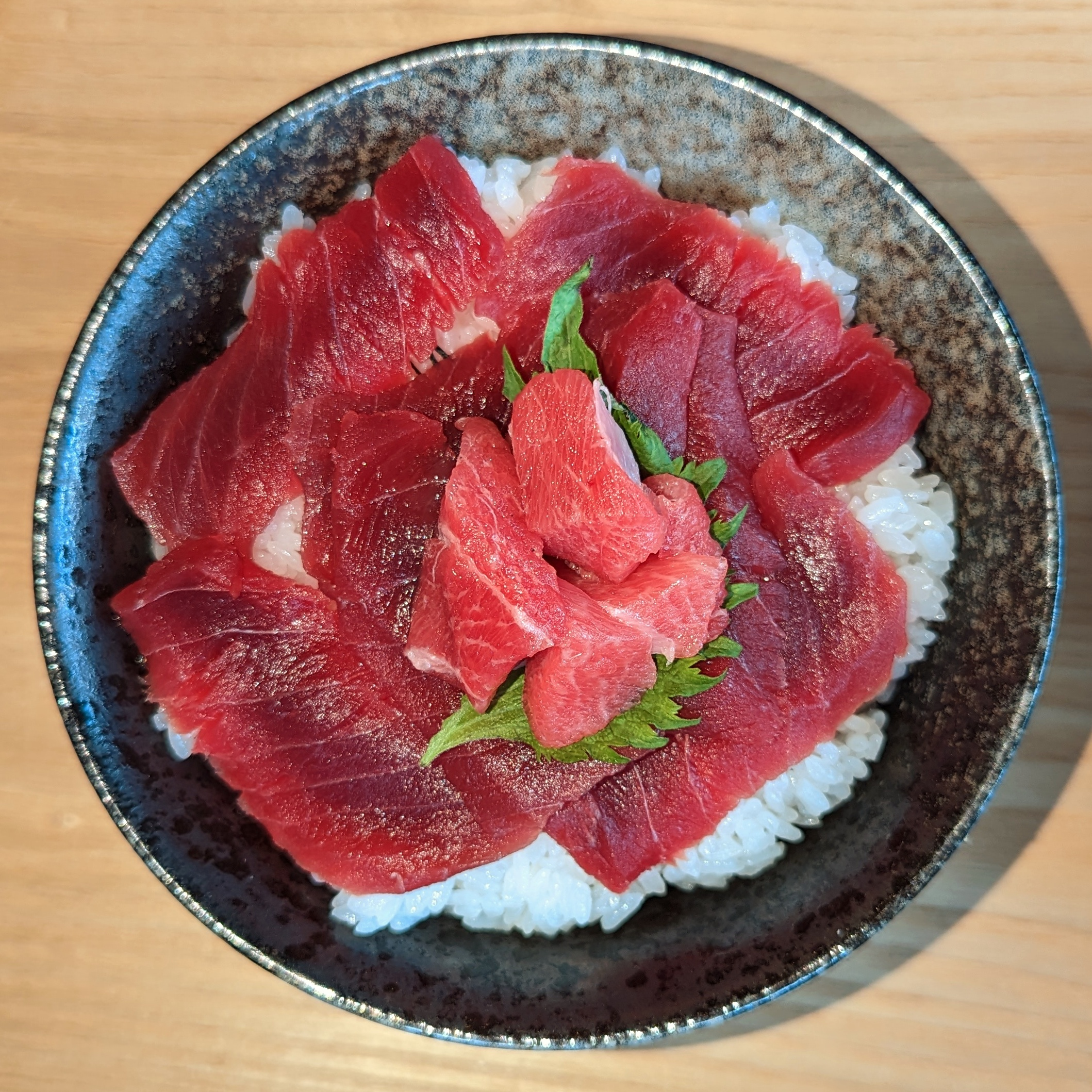

Le bol et son couvercle de service (pour conserver la chaleur et la vapeur) sont nommés donburi-bachi, et le contenu donburi-mono,. 

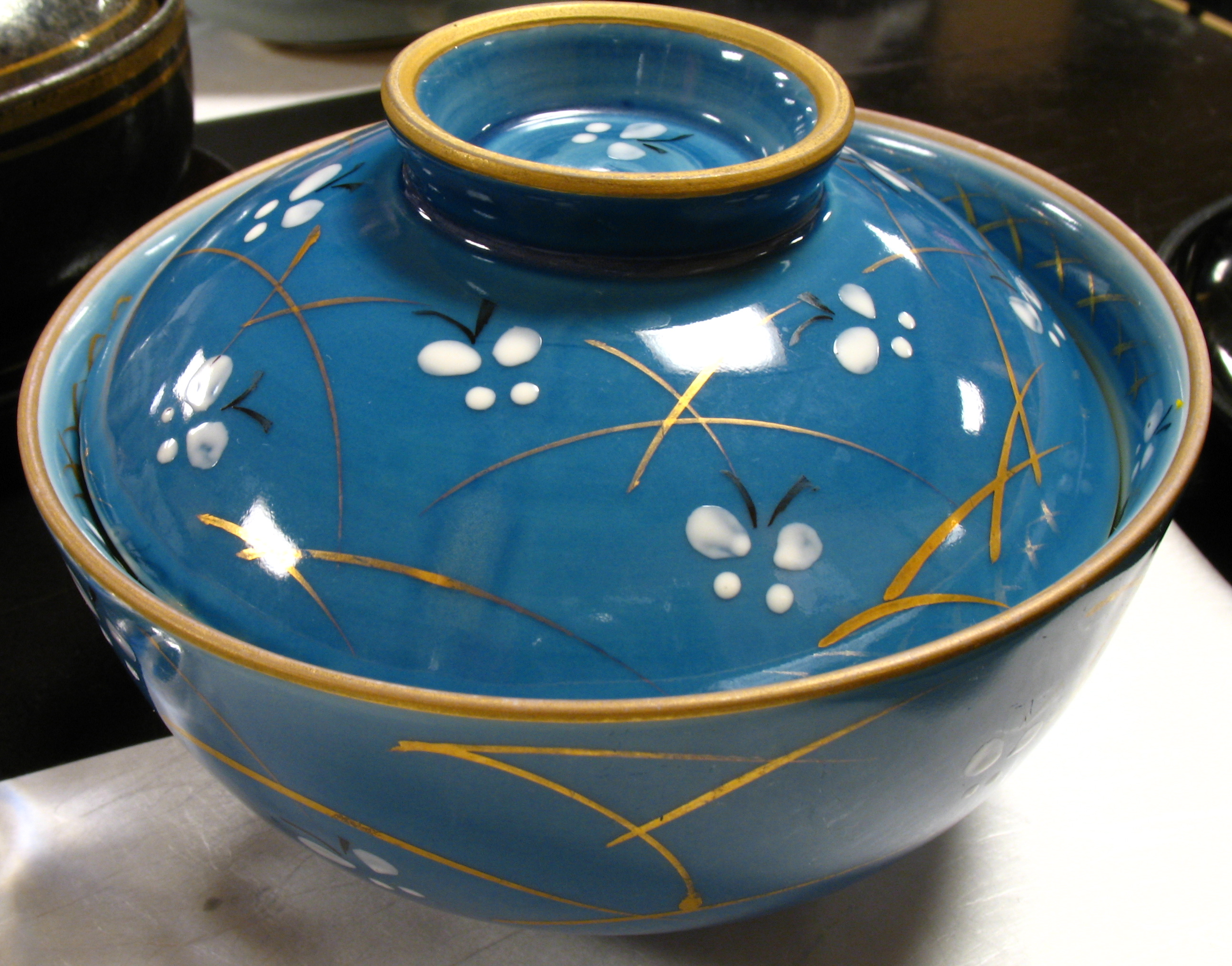
Bol et son couvercle de service donburi-bachi.

Ce plat très répandu dans tout le Japon se décline en de nombreuses recettes de cuisine régionale japonaise. Chacun peut également créer son pāsonaru-don (donburi personnel) en disposant ses garnitures cuisinées préférées sur un bol de riz, avec des recettes des plus simples de la restauration rapide et de la cuisine de rue, aux plus sophistiquées et raffinées de la gastronomie japonaise et de l'art culinaire.
Le donburi diffère du chirashi (bol de riz vinaigré, sumeshi) sur lequel sont disposés une garniture froide de sashimi, tamagoyaki et crudités.

## Quelques variantes

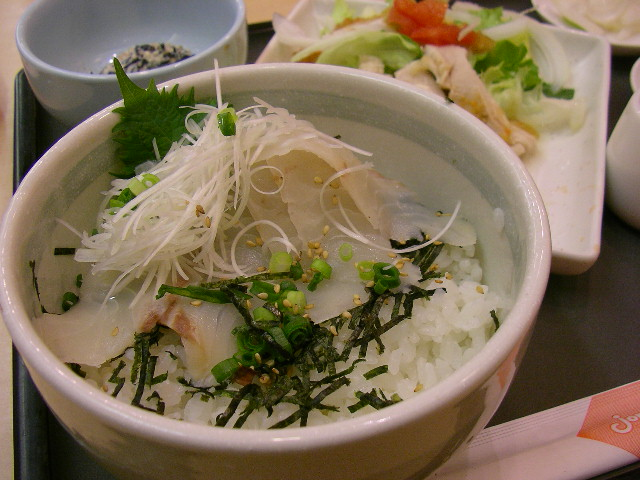

Le donburi est décliné en de  nombreuses recettes, dont :
- le katsudon avec du tonkatsu (porc pané) ;
- le gyūdon avec des lamelles de bœuf ;
- l'unagidon avec des anguilles grillées ;
- l'oyakodon avec poulet et œufs ;
- le kimuchidon avec du kimchi coréen ;
- le tekkadon avec du sashimi de thon (ou sakedon avec du saumon) ;
- le tendon avec des tenpura ;
- le butadon (en) avec des lamelles de porc.

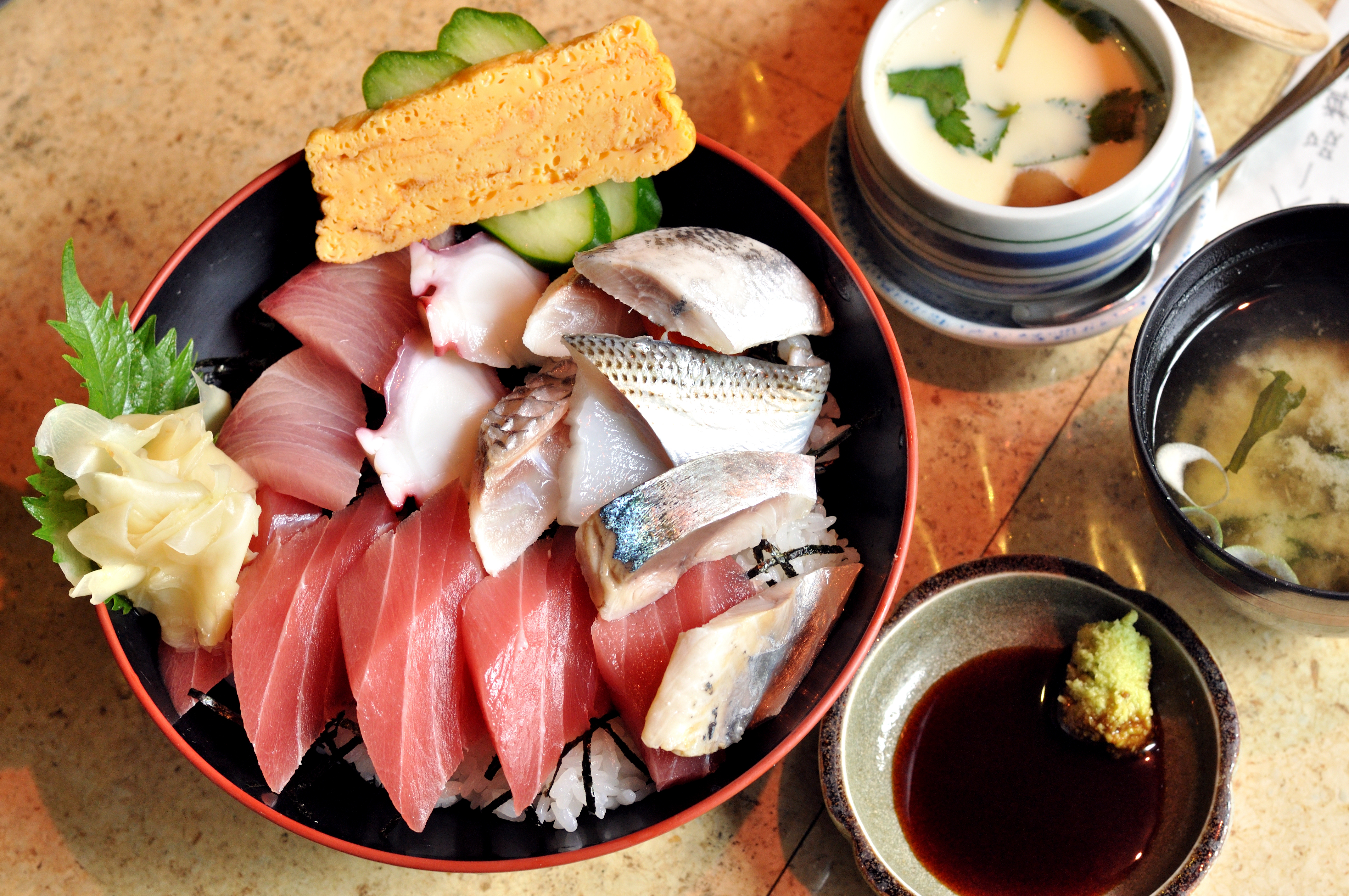
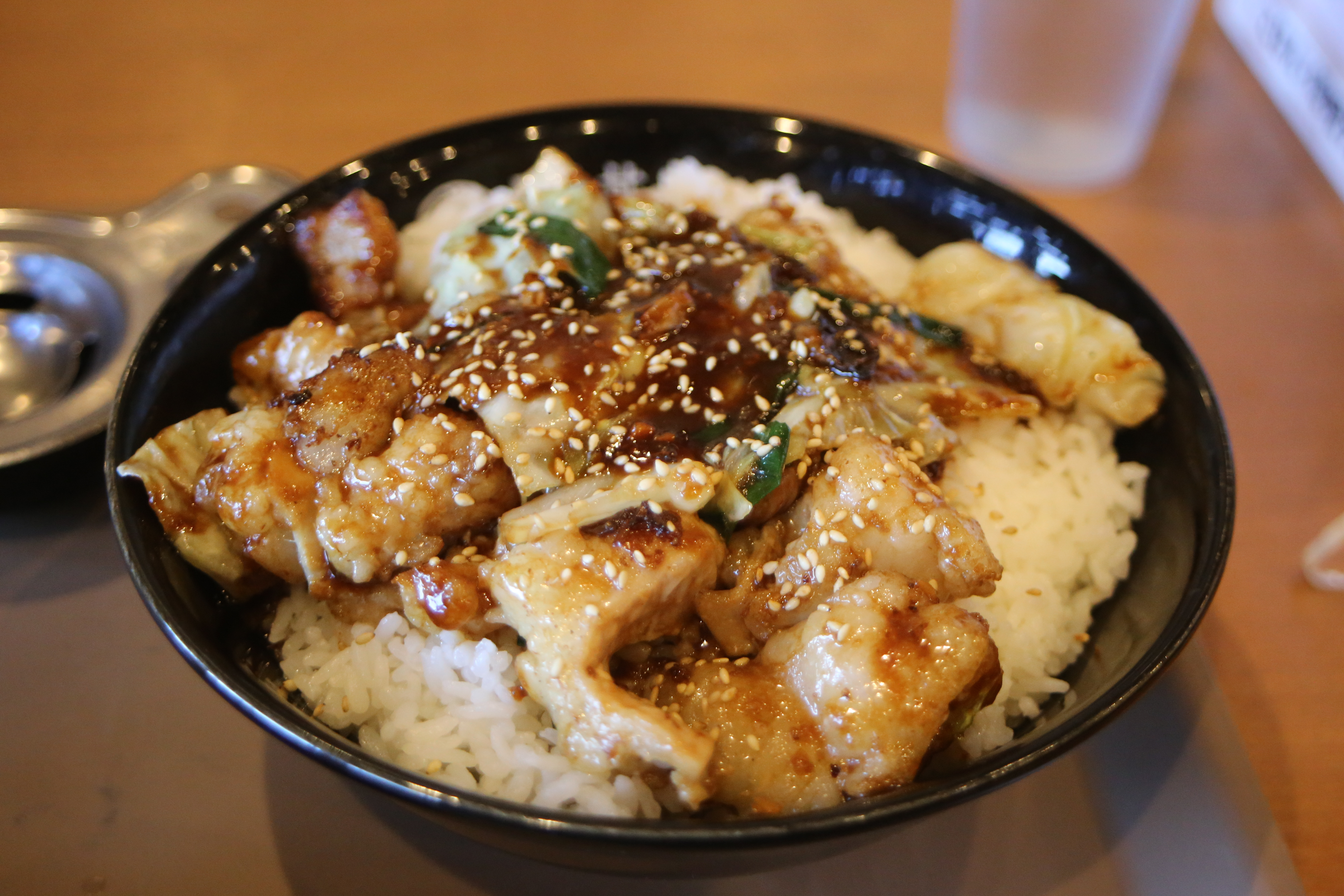
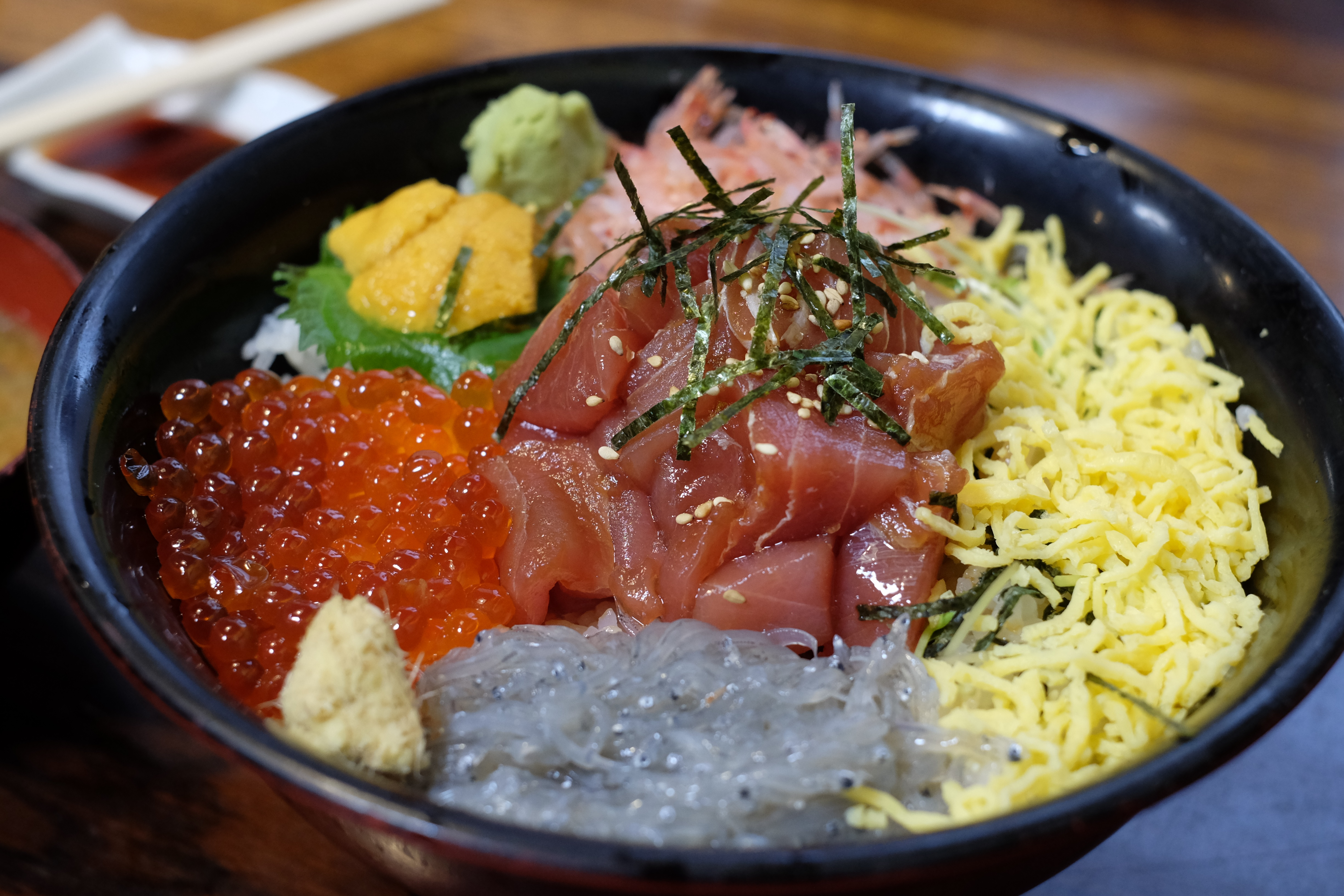
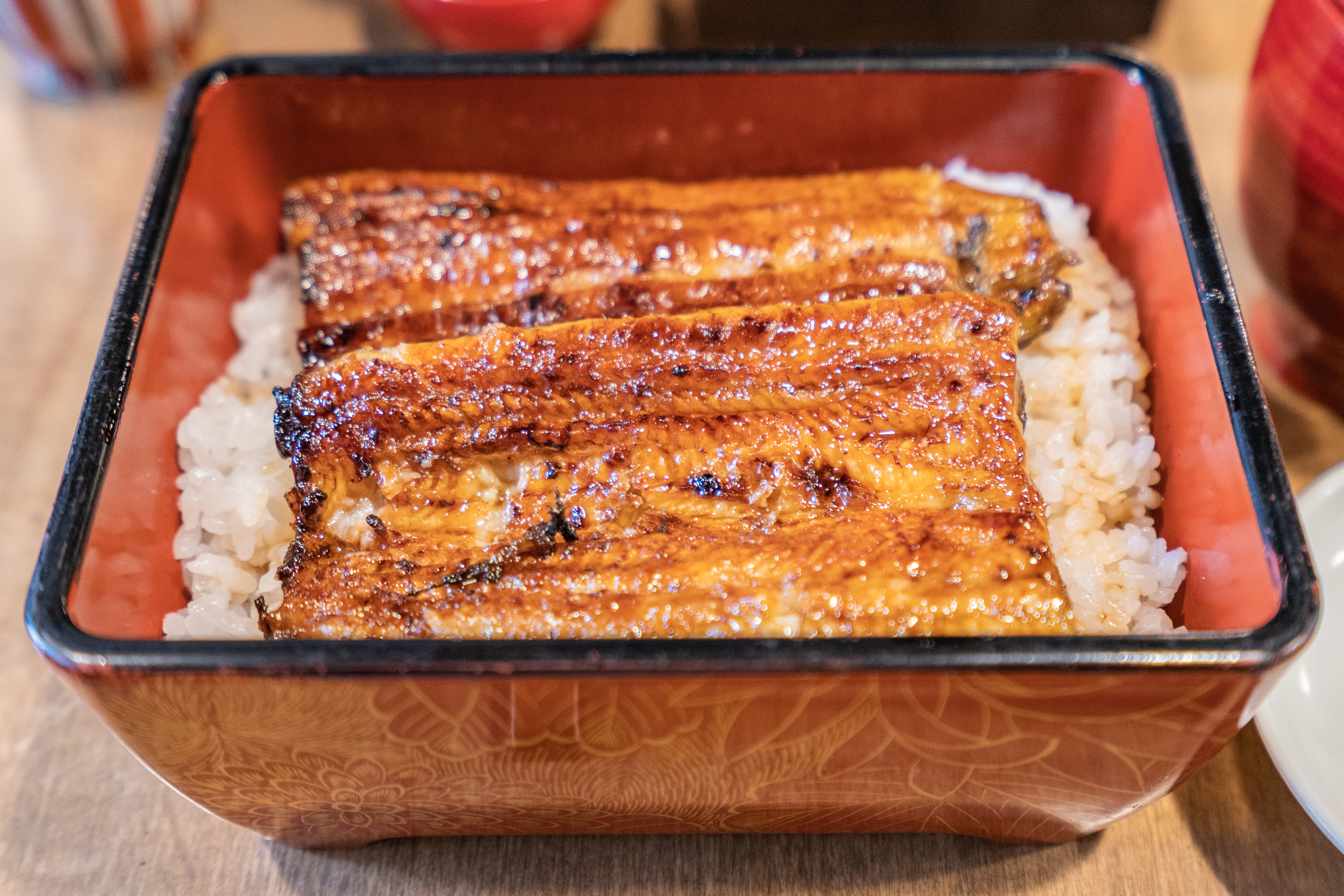